# Jedrilica (zrakoplov)
Jedrilica je zrakoplov teži od zraka, bez motora, koji uzgon u letu dobiva poglavito zbog aerodinamičkih reakcija na površinama koje u određenim uvjetima leta ostaju nepokretne.

## Povijest razvoja
Konstruiranjem i letenjem jedrilicama bavili su se prvih godina ovog stoljeća samo oni zrakoplovci koji su imaju želju sagraditi zrakoplov. Zbog nedovoljnog poznavanja principa letenja morali su prijeći isti put koji su već ranije uspješno prevalili braća Wright i njihovi sljedbenici. S vremenom se znanje o konstruiranju jedrilica sve više bogatilo, pa su i jedriličarski letovi bili sve duži i interesantniji, tako da su se još u to vrijeme pojavili prvi nagovještaji bavljenja jedriličarstvom kao suvremenom granom sporta. I sama braća Wright, na vrhuncu slave, vratila su se 1910. godine jedriličarstvu, pa je jedan od njih postavio i prvi svjetski rekord u dužini trajanja leta, koji je iznosio 11 minuta. Najveći prelet prije Prvog svjetskog rata, koji je iznosio 950 m, ostvario je austrijski jedriličar i konstruktor Etrich Igo.
Stvarni razvitak jedriličarstva počinje, tek poslije prvog svjetskog rata, i to najviše zahvaljujući činjenici što je pobijeđenoj Njemačkoj bilo mirovnim ugovorom zabranjeno posjedovati vojno zrakoplovstvo. Kako bi nadoknadili i izigrali ova ograničenja, Nijemci se okreću jedriličarstvu u kome su vidjeli mogućnost stvaranja masovne baze budućih pilota vojnih zrakoplova. Širom Njemačke niču jedriličarske škole i centri u kojima se pod vidom sporta obučava veliki broj omladinaca u savladavanju osnovne tehnike pilotiranja. Tu treba tražiti osnovu tako izrazite premoći njemačkog jedriličarstva u vremenu između dva svjetska rata. Drugi narodi su s određenim zakašnjenjem ocijenili bitne prednosti jedriličarstva i počeli su razvijati svoje organizacije tek od kraja dvadesetih godina. U tome su se naročito isticale Poljska, Francuska, SSSR i neke druge zemlje Europe.
Poslije prvog svjetskog rata, na području bivše Kraljevine Jugoslavije jedrilice su gradili inženjeri Mikl i Fizir i entuzijasti Hosu i Tišma 1923. godine u Sisku. Razvitak organiziranog sportskog jedriličarstva počinje 1930. godine kada je u tvornici aviona «Ikarus» u Zemunu osnovana jedriličarska grupa, dok je sustavno školovanje počelo 1923. godine osnivanjem jedriličarske škole u Beogradu. Ubrzo se i u drugim mjestima osnivaju jedriličarske grupe, koje su, uz minimalnu pomoć aeroklubova, same gradile svoje jedrilice. Do Drugog svjetskog rata uspješno su radila i dva centra za padinsko jedrenje, na Zlatiboru i Blokama u Sloveniji.
Jedriličarstvo se u Hrvatskoj u većoj mjeri počinje organizirati tridesetih godina prošlog stoljeća i to u Zagrebu, da bi se neposredno uoči Drugog svjetskog rata osnovao jedriličarski centar Sveta Nedjelja, koji je djelovao sve do ljeta 1943. kada je prilikom ratnih operacija uništen.
U pogledu razvoja konstrukcije jedrilica i korištenja različitih energija atmosfere, jedriličarstvo je poslije Prvog svjetskog rata prošlo kroz nekoliko faza. U početku se letjelo samo na padinama pogodnih brda, jedrilicama – klizačima, koje su startale pomoću zategnutog gumenog uža. Ako je puhao pogodan vjetar, letovi su trajali po nekoliko minuta bez gubitka visine. Osobine jedrilica poboljšane su smanjenjem njihove težine, ali kako problem čvrstoće nije zadovoljavao pretjerivanja u tom pravcu, konstruktori su bili prisiljeni posvetiti više pažnje aerodinamičkom usavršavanju jedrilica što je imalo za posljedicu osjetno poboljšanje njihovih osobina.
Pojava novih jedrilica, od kojih se naročito isticala njemačka konstrukcija "Vampir" iz 1922. godine, utjecala je na bolje korištenje usponih strujanja. Više francuskih i njemačkih jedriličara uspijevalo se u to vrijeme održati u zraku po nekoliko sati, a rekord u trajanju leta, koji je 1923. godine postavio francuz Barbo, iznosio je već 8 sati i 36 minuta. Jedriličari su, na žalost, još dugo vremena bili vezani za padinu, koja nije dozvoljavala letenje u željenim pravcima.
Izgledalo je da letovi na padini i po koji «skok» s jedne planine na drugu predstavljaju vrhunac jedriličarstva. Jedriličari su se, međutim, počeli sve više interesirati za meteorologiju, koja im je pomogla otkriti nova uspona strujanja pogodna za jedrenje, koja nastaju ispred olujnih fronti, što je omogućilo jedriličarima određenu slobodu kretanja i postizanje prvih preleta dužih od 50 kilometara. Dalji razvoj ovog načina jedrenja naročito je ometala iznenadna pojava fronti i opasnost kojima su se izlagali pilot i jedrilica, jer se događalo da oluja sustigne jedrilicu pri slijetanju ili na zemlji.
Godine 1928. konačno je otkrivena i mogućnost jedrenja u termici. Tome je najviše doprinijelo korištenje variometra, instrumenta koji je registrirao vertikalna kretanja nagore ili nadolje, što je omogućavalo jedriličarima otkrivati relativno uska polja usponih termičkih strujanja. Na taj način jedrenje više nije bilo vezano samo uz padinu i jedriličari su dobili ogromne mogućnosti za postizanje preleta, koji čine osnovu jedriličarstva. Jedrenje na termici zahtijevalo je i određene promjene u konstrukciji jedrilica, koje su do tada imale vrlo malu pokretljivost u naginjanju i skretanju.
Ovi nedostaci otklonjeni su brzo pogodnim rješenjima koja su dozvoljavala jedrilici izvoditi efikasne zaokrete i pri manjim brzinama što je omogućavalo bolje korištenje termičkih stupova.
Za daljnji razvoj jedriličarstva od presudnog značaja bilo je uvođenje natjecanja, koja su pružala priliku jedriličarima izmjeriti svoje sposobnosti pri jednakim vremenskim uvjetima i nad istim terenom. Natjecanja su se stvarno počela organizirati odmah poslije prvog svjetskog rata, ali je njihov cilj bio samo što duže ostati u zraku ili eventualno koristiti uspon strujanja nad padinom za postizanje maksimalne visine leta. Međutim, u uvjetima termičkog jedrenja, a posebno uvođenjem brzinskih preleta u "Sportski pravilnik", što je učinjeno poslije drugog svjetskog rata, jedriličarima je bilo moguće organizirati raznovrsniju sportsku borbu, koja je uskoro dovela do vrhunskih rezultata i pomogla jedriličarstvu postići današnji visok stupanj razvoja.

## Jedrilica
Osnovni dijelovi jedrilice su:
- krilo
- trup zrakoplova
- repne površine
- kabina i oprema kabine pilota
- podvozje
- komande leta
- specijalna oprema zrakoplova

## Vanjske poveznice
- Zračna jedrilica Hrvatska tehnička enciklopedija, portal hrvatske tehničke baštine. LZMK